# San Luis (Pampanga)
San Luis, Tagalog: Bayan ng San Luis, ist eine philippinische Stadtgemeinde in der Provinz Pampanga, in der Verwaltungsregion III, Central Luzon. Nach dem Zensus von 2015 hatte San Luis 54.106 Einwohner, die in 17 Barangays lebten. Sie wird als Gemeinde der dritten Einkommensklasse auf den Philippinen und als teilweise urbanisiert eingestuft.
San Luis Nachbargemeinden sind Candaba im Norden, Baliuag (Provinz Bulacan) im Osten, San Simon im Süden, Mexico im Westen und Santa Ana im Nordwesten. Die Topographie der Stadt ist gekennzeichnet durch das Flachland der zentralen Luzon-Tiefebene.

## Weblinks

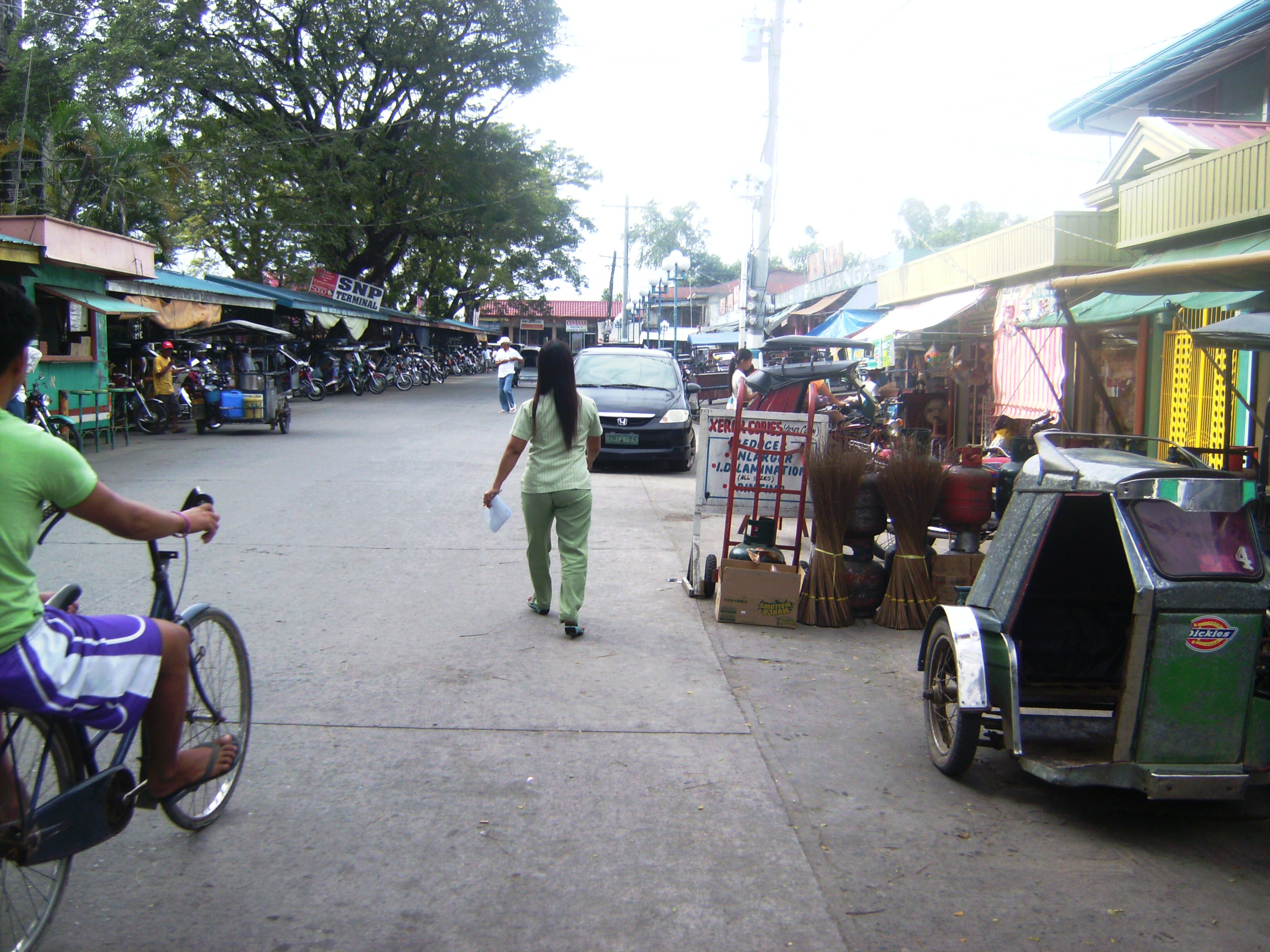
Downtown San Luis
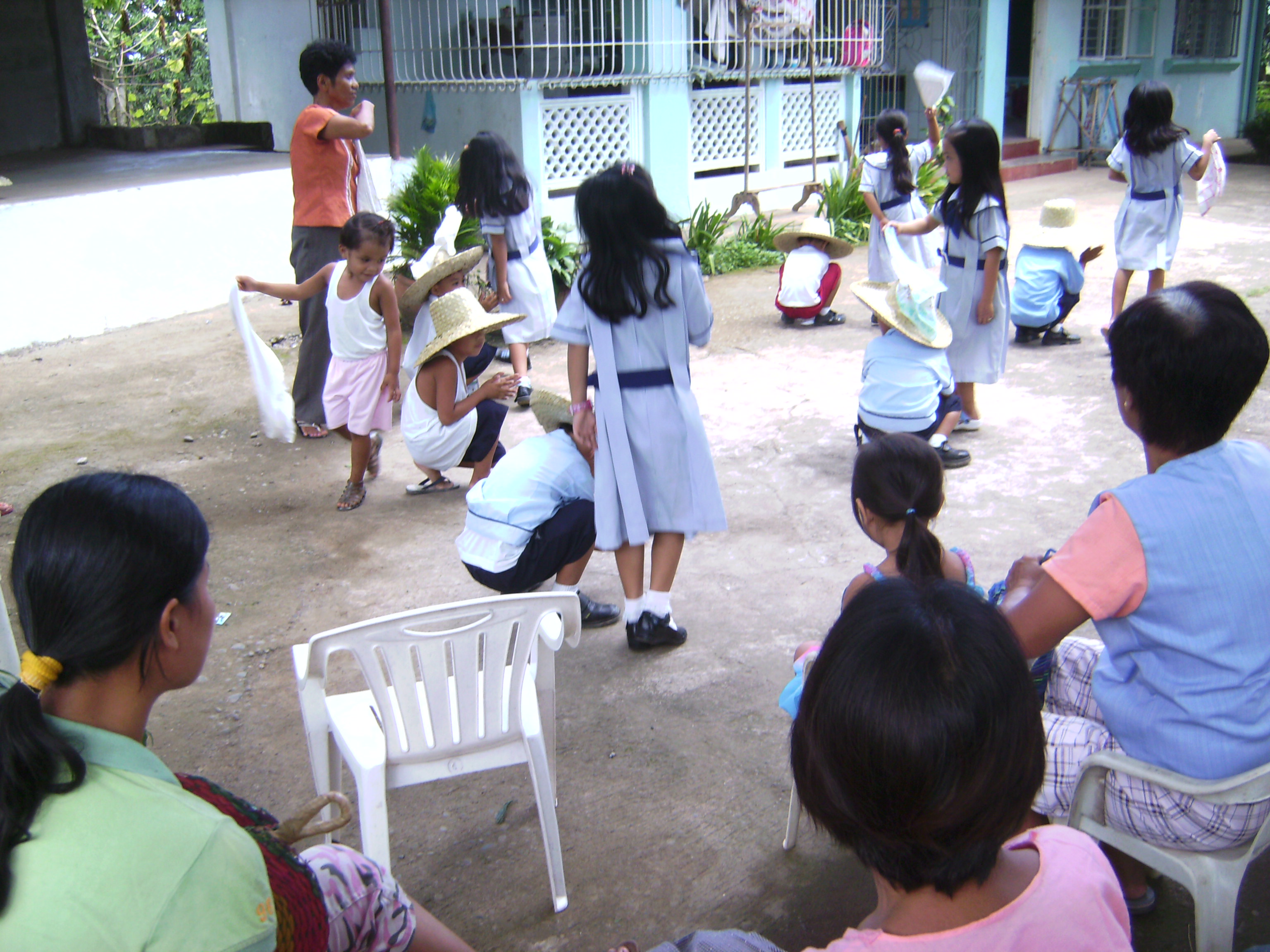
Aldersgate School of Pampanga im Barangay San Jose

## Baranggays
| - San Agustin - San Carlos - San Isidro - San Jose - San Juan - San Nicolas - San Roque - San Sebastian - Santa Catalina | - Santa Cruz Pambilog - Santa Cruz Poblacion - Santa Lucia - Santa Monica - Santa Rita - Santo Niño - Santo Rosario - Santo Tomas |